# Портерелла
Портере́лла (лат. Porterella) — монотипный род двудольных цветковых растений, включённый в семейство Колокольчиковые (Campanulaceae). Единственный вид — портерелла мясистенькая с запада Северной Америки.

## Название
Родовое название Porterella было впервые использовано американским ботаником Джоном Торри в 1872 году. Он назвал этот род в честь другого ботаника, Томаса Конрада Портера (1822—1901).

## Ботаническое описание
Портерелла мясистенькая — небольшое однолетнее травянистое растение с прямостоячим стеблем, обычно слабо суккулентное, иногда достигающее 30 см в высоту. Листья не более 3 см длиной, гладкие, ланцетной, линейной или шиловидной формы.
Цветки собраны в кистевидные соцветия на конце стебля или одиночные на длинных цветоножках в пазухах листьев. Чашечка состоит из узких ланцетовидных долей. Венчик двугубый, верхняя губа разделена на две доли, а нижняя — на три. Окраска венчика синяя или сиреневая ближе к краю, белая в середине, а в основании губ зеленовато-жёлтая. Тычинки сросшиеся. Завязь пятиугольная, с двумя камерами.
Плод — коническая коробочка 5—7 мм длиной. Семена многочисленные, гладкие.

## Ареал
Портерелла распространена на западе Северной Америки — от северо-западного Вайоминга и Айдахо на границе с Канадой на севере, также в южном Орегоне и Калифорнии, до Юты и северной Аризоны на юге.
Описано это растение из юго-восточного Айдахо (река Блэкфут).

## Таксономия
|  |                                      |  |                                                         |                                                         |                           |  | ещё 10 семейств (согласно Системе APG III) |                    |                    |                             |
|  |                                      |  |                                                         |                                                         |                           |  |                                            |                    |                    | вид Портерелла мясистенькая |
|  |                                      |  |                                                         | порядок Астроцветные                                    |                           |  |                                            |                    | род Портерелла     |                             |
|  |                                      |  |                                                         | порядок Астроцветные                                    |                           |  |                                            |                    | род Портерелла     |                             |
|  | отдел Цветковые, или Покрытосеменные |  |                                                         |                                                         | семейство Колокольчиковые |  |                                            |                    |                    |                             |
|  | отдел Цветковые, или Покрытосеменные |  |                                                         |                                                         |                           |  |                                            |                    |                    |                             |
|  |                                      |  | ещё 58 порядков цветковых растений (по Системе APG III) | ещё 58 порядков цветковых растений (по Системе APG III) |                           |  |                                            | ещё более 90 родов | ещё более 90 родов |                             |
|  |                                      |  |                                                         | ещё 58 порядков цветковых растений (по Системе APG III) |                           |  |                                            |                    | ещё более 90 родов |                             |

### Синонимы
- Laurentia carnosula (Hook. & Arn.) Benth. ex A.Gray, 1876
- Laurentia eximia (A.Nelson) A.Nelson, 1909
- Lobelia carnosula Hook. & Arn., 1838basionym
- Porterella eximia A.Nelson, 1900